# パレンケ
パレンケ (Palenque) は、メキシコに存在するマヤ文明の古代都市遺跡で、メキシコの世界遺産の一つである。メキシコ南東部のチアパス州に位置し、7世紀に最盛期を迎えた都市の遺構としての宮殿を中心とする、「マヤ遺跡の典型」といわれる建物群を密林のなかに配置している。

## 発掘史
18世紀の半ば頃にスペイン人の手により発見に至り、その本格的な発掘調査が始まったのが1948年である。
その調査の最終局面にあたる1952年6月15日、メキシコの考古学者アルベルト・ルスが「碑文の神殿」の地下室に辿り着き、室内の壁面にはめ込まれていた巨大な石板を取り外したところ、鍾乳石の垂れ下がる広い洞窟のような部屋がその向こう側に確認された。そこには殉死者と目される数体の遺体に加え、肖像画やマヤ文字、また生命樹の図柄の浮彫が施された石の蓋、そしてその下に石棺が埋もれており、多くの装飾品を脇にした遺体が内部に発見された。翡翠の仮面をまとったこの遺体は、7世紀に在位したパカル王（偉大な太陽楯、8アハウの偉大なパカル、パカル2世、パカル大王、在位615年 - 683年）として知られる王のそれであった。この発見は、中央アメリカのピラミッドがエジプトのそれとは違うという定説、すなわち王の墓ではなく神殿の土台に過ぎないものとの定説を覆し、当時の考古学界に大きな旋風を巻き起こすこととなった。
1987年には「古代都市パレンケと国立公園」として世界遺産に登録された。

## 事物

### 宮殿

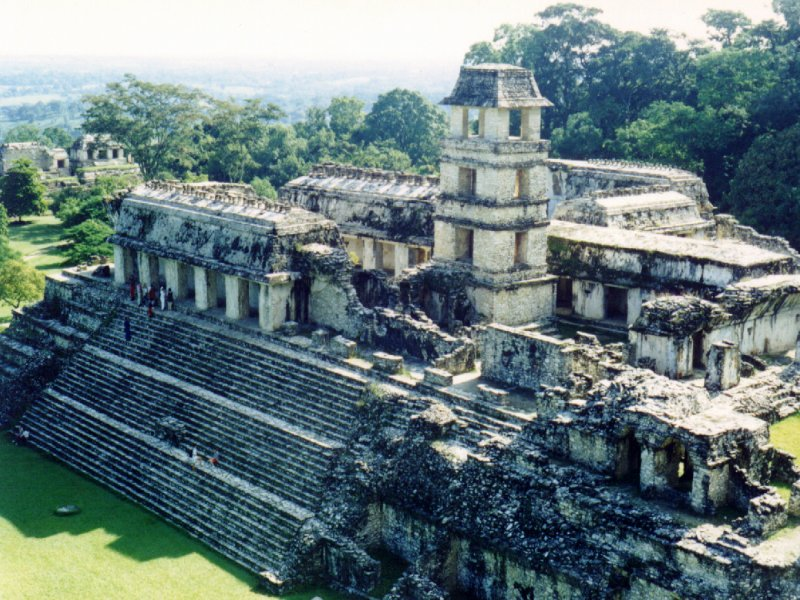
宮殿

王族の住居であったものと目される建物で、パレンケの中心たる事物。天体観測用と考えられている、マヤ建築としては珍しい4階建の塔を中央に備える。

### 神殿

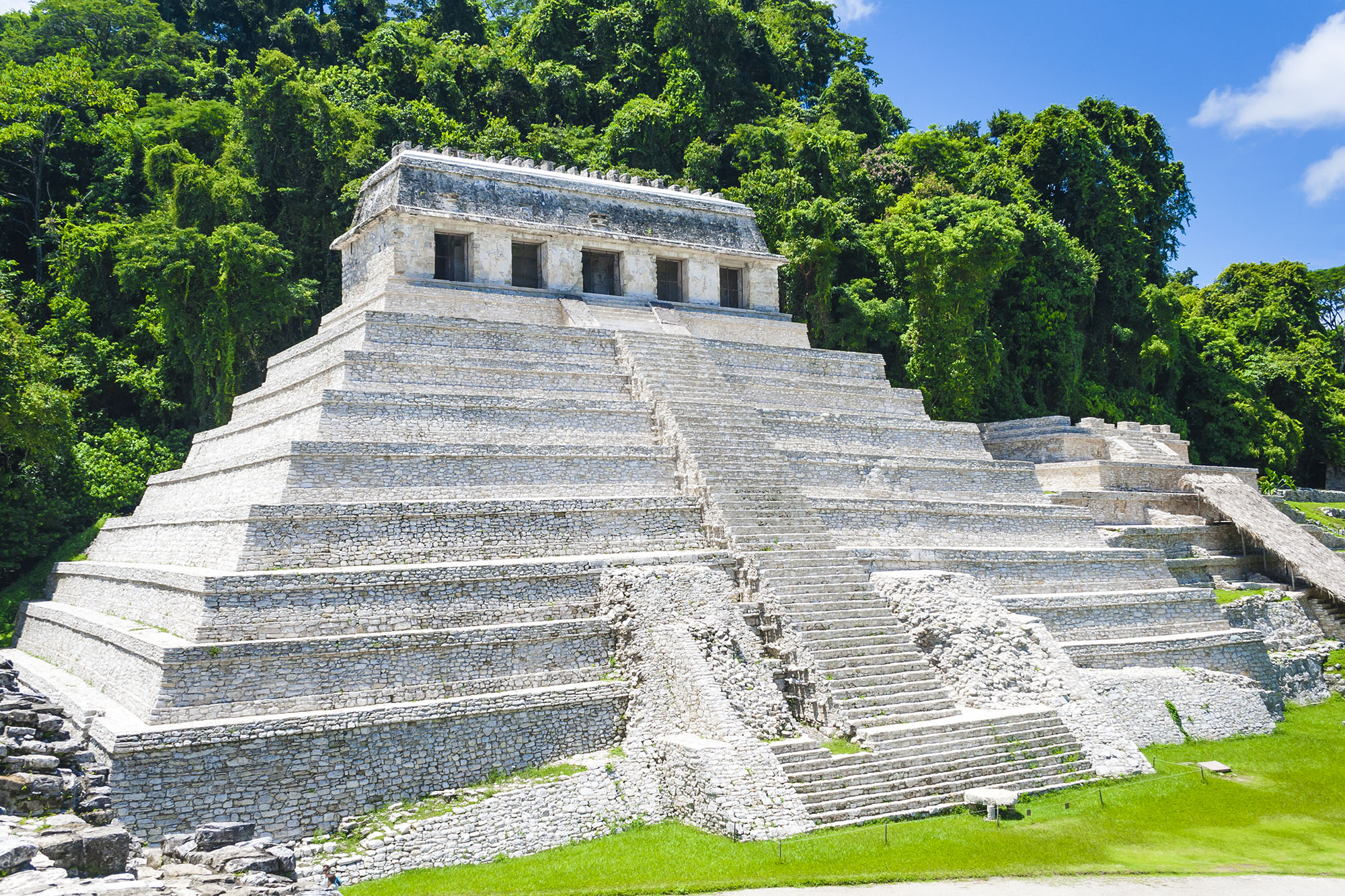
碑文の神殿
パレンケのピラミッドのうちで最も高いピラミッドで、パカル王の没年前後に建造されたものである。パカル王の遺体がその基層の墓室に発見された。パカル王の息子たるカン・バラム王に奉げられたもので、壁の一面にマヤ文字が存在することからこの名が付けられた。
その他の神殿
「碑文の神殿」のほかに、「十字の神殿」、「葉十字の神殿」、「太陽の神殿」などと呼ばれる、数多の神殿群が存在する。いずれも「碑文の神殿」に同じくカン・バラム王に奉げられたもので、カン・バラム王について描かれた石板が納められている。

### 石棺の浮き彫り

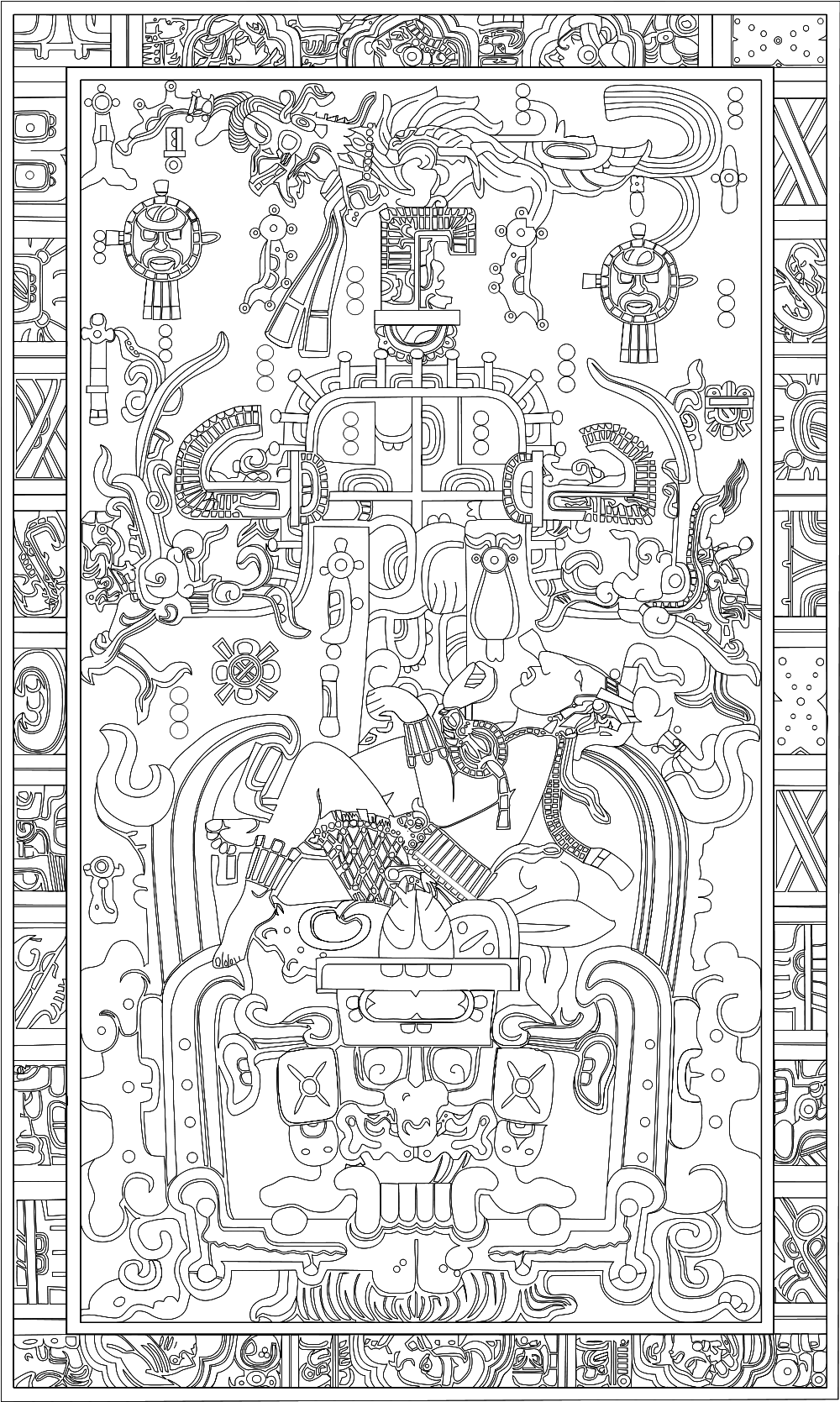
パカル王の石棺

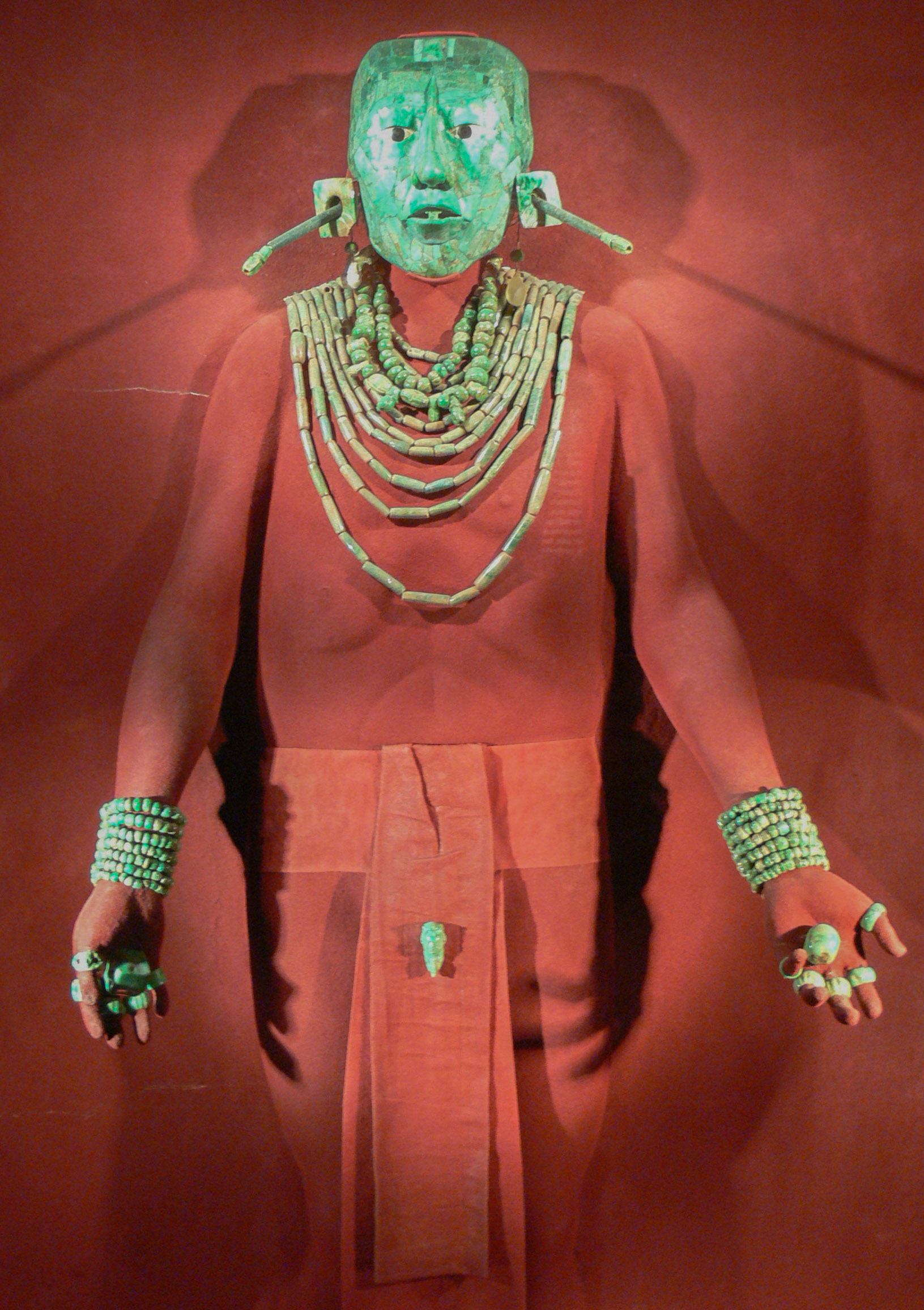
パカル王の翡翠のマスク

パカル王の石棺の浮き彫りは、横から見るとロケットに乗って操縦桿を握った宇宙飛行士のように見えるため、マヤ文明が宇宙人によって作られた文明であると述べるUFO研究家の間で広く知られている。この説は1968年、スイスのエーリッヒ・フォン・デニケン著『未来の記憶』によって広範に流布された。
しかし今日ではこの図柄は、人物は横たわっており、その上にトウモロコシを様式化した十字架が描かれているとする解釈が一般である。

## 登録基準
世界遺産への登録に際しては、文化遺産の条項のうちの、
- 人類の創造的才能を表現する傑作。
- ある期間を通じて、または、ある文化圏において、建築、技術、記念碑的芸術、都市計画、景観デザインの発展に関し、人類の価値の重要な交流を示すもの。
- 現存する、または、消滅した文化的伝統、または、文明の、唯一の、または少なくとも稀な証拠。
- 人類の歴史上重要な時代を例証する、建築様式、建築物群、技術の集積、または景観の優れた例。

の4つに該当するものと見做された。